# Karl von Huyn
Karl Georg Otto Maria Graf von Huyn (Beč, 18. studenog 1857. – Rottenbuch, 21. veljače 1938.) je bio austrougarski general i vojni zapovjednik. Tijekom Prvog svjetskog rata zapovijedao je XVII. korpusom na Istočnom bojištu, te obnašao dužnost guvernera Galicije.

## Vojna karijera
Karl von Huyn je rođen 18. studenog 1857. u Beču. Sin je Johanna von Huyna, inače generala topništva u habsburškoj vojsci i Natalie von Sarnthein. Huyn najprije 1875. počinje pohađati Vojnu školu u St. Poltenu, te nakon toga i Terezijansku vojnu akademiju u Bečkom Novom Mjestu. Po završetku iste od travnja 1879. s činom poručnika služi u 2. dragunskoj pukovniji, te nakon toga od siječnja 1880. u 11. ulanskoj pukovniji. Od 1881. pohađa Vojnu akademiju u Beču, nakon čega služi u stožeru XI. korpusa u Lembergu. U svibnju 1884. unaprijeđen je u čin natporučnika, dok čin satnika dostiže tri godine poslije, u svibnju 1887. godine. Od 1891. služi u stožeru II. korpusa u Beču, te potom u 6. ulanskoj pukovniji. 
U rujnu 1892. imenovan je vojnim atašeom u austrougarskom veleposlanstvu u Bukureštu, tijekom koje službe je u studenom 1893. primio promaknuće u bojnika. Tog istog mjeseca postao je načelnikom stožera konjičke divizije u Krakowu, nakon čega je u svibnju 1896. premješten na službu u 2. dragunsku pukovniju u istodobno promaknuće u čin potpukovnika. U travnju 1899. postaje zapovjednikom 2. ulanske pukovnije, da bi mjesec dana poslije bio unaprijeđen u čin pukovnika. Od travnja 1905. zapovijeda 17. konjičkom brigadom kojom zapovijeda godinu dana kada preuzima zapovjedništvo nad 10. konjičkom brigadom. Navedenom brigadom zapovijeda do travnja 1907. kada ponovno preuzima zapovjedništvo nad 17. konjičkom brigadom. U međuvremenu je, u studenom 1905., promaknut u čin general bojnika. U travnju 1909. postaje zapovjednikom 7. konjičke divizije smještene u Krakowu, da bi u svibnju 1910. bio promaknut u čin podmaršala. Od studenog 1911. zapovijeda 12. pješačkom divizijom, dok u listopadu 1912. postaje glavnim inspektorom za konjicu na kojem mjestu je zamijenio Rudolfa von Brudermanna. Na navedenoj dužnosti dočekuje i početak Prvog svjetskog rata. U međuvremenu je, u svibnju 1914., promaknut u čin generala konjice.

## Prvi svjetski rat
Na početku Prvog svjetskog rata Huyn postaje zapovjednikom novoustrojenog XVII. korpusa koji se nalazio u sastavu 4. armije kojom je na Istočnom bojištu zapovijedao Moritz Auffenberg. Zapovijedajući XVII. korpusom sudjeluje u Bitci kod Komarowa. Međutim, Huyn se zapovijedanjem u navedenoj bitci nije istaknuo, te je na zahtjev Auffenberga smijenjen s mjesta zapovjednika XVII. korpusa. Nakon smjene vraćen je u Beč gdje je primao polovicu plaće.
U ožujku 1917. Huyn je međutim, reaktiviran od strane cara Karla koji ga je odlikovao, te imenovao guvernerom Galicije. Na navedenoj dužnosti upravljao je ne samo vojnom, već i civilnom i političkom administracijom pokušavajući pomiriti politička gledišta Poljaka i Rutena koji su na navedenom prostoru živjeli. U svibnju 1917. unaprijeđen je u čin general pukovnika. Dužnost guvernera Galicije obnašao je do kraja rata.

## Poslije rata
Nakon završetka rata Huyn je s 1. prosincem 1918. umirovljen, te je mirno živio u Gmundenu. Preminuo je 21. veljače 1938. u 81. godini života u Rottenbuchu. Od ožujka 1892. bio je oženjen Ignatiom Lützow s kojom je imao dva sina.

## Vanjske poveznice
(eng.) Karl von Huyn na stranici Austro-Hungarian-Army.co.uk 

(eng.) Karl von Huyn na stranici Oocities.org

(njem.) Karl von Huyn na stranici Biographien.ac.at